# Jan Biedroń
Jan Biedroń (ur. 18 kwietnia 1963 we Frysztaku) – polski duchowny katolicki, proboszcz parafii Matki Bożej Nieustającej Pomocy w Tarnobrzegu, doktor nauk teologicznych, prałat, dziekan Sandomierskiej Kapituły Katedralnej. 

## Życiorys
W latach 1970–1978 uczęszczał do Szkoły Podstawowej w Stępinie, a po jej ukończeniu do Liceum Ogólnokształcącego w Strzyżowie. Świadectwo dojrzałości otrzymał w 1982. Następnie wstąpił do Seminarium Duchownego w Przemyślu. W 1988 obronił pracę magisterską z liturgiki napisaną na Wydziale Teologii Katolickiego Uniwersytetu Lubelskiego pod kierunkiem prof. dra hab. Jerzego Józefa Kopcia CP. 
Święcenia kapłańskie otrzymał 24 czerwca 1988 w katedrze przemyskiej z rąk biskupa Ignacego Tokarczuka. W latach 1988–1993 pracował jako wikariusz w Gorzycach Tarnobrzeskich. Po reorganizacji diecezji w 1992 został inkardynowany do diecezji sandomierskiej. W 1992 biskup Wacław Świerzawski mianował go diecezjalnym duszpasterzem rodzin. Funkcję tę pełnił do 1994. W 1993 został przeniesiony z Gorzyc Tarnobrzeskich do Sandomierza – parafii pw. Nawrócenia Świętego Pawła Apostoła. Tam pracował na pół etatu jako wikariusz i jako diecezjalny duszpasterz rodzin. W 1994 został skierowany na specjalistyczne stacjonarne studia w Katolickim Uniwersytecie Lubelskim. Kierunkiem studiów była specjalizacja duszpasterstwo rodzin w ramach teologii pastoralnej. W 1996 zdał egzamin licencjacki, natomiast w 1998 zakończył studia doktoranckie, przedstawiając pracę doktorską pt. „Małżeństwo chrześcijańskie jako komunia osób w świetle posoborowych dokumentów Kościoła”. W listopadzie 1999 został mianowany prorektorem w Wyższym Seminarium Duchownego w Sandomierzu. Od tegoż roku jest wykładowcą w Wyższym Seminarium Duchownym i w Instytucie Teologicznym w Sandomierzu, natomiast od września 2000, został mianowany ojcem duchownym kleryków na jeden rok, do czerwca 2001. Funkcję prorektora Seminarium objął na nowo w czerwcu 2001 i pełnił do czerwca 2004. Od 25 czerwca 2004 do 24 czerwca 2016 był rektorem Wyższego Seminarium Duchownego w Sandomierzu.  W Papieskiej Akademii Teologicznej w Krakowie promował 25 prac magisterskich, a w Katolickim Uniwersytecie Lubelskim 40 prac magisterskich. 25 czerwca 2016 roku został proboszczem w parafii pw. Matki Bożej Nieustającej Pomocy w Tarnobrzegu.

## Praca

### Duszpasterstwo
- Wikariusz w par. św. Franciszka Salezego i św. Andrzeja Boboli w Gorzycach Tarnobrzeskich 1988 – 1993
- Wikariusz w par. Nawrócenia św. Pawła w Sandomierzu	1993 – 1994
- Diecezjalny Duszpasterz Rodzin diec. Sandomierskiej 	1992 – 1994
- Kierownik Studium Życia Rodziny w diec. Sandomierskiej		1998 – 1999
- Prorektor w Wyższym Seminarium Duchownym w Sandomierzu	18.11.1999 – 30.08.2000
- Ojciec Duchowny w Wyższym Seminarium Duchownym w Sandomierzu	01.09.2000 – 24.06.2001
- Prorektor w Wyższym Seminarium Duchownym w Sandomierzu	25.06.2001 – 24.06.2004
- Rektor w Wyższym Seminarium Duchownym w Sandomierzu	25.06.2004 – 24.06.2016
- Proboszcz Parafii Matki Bożej Nieustającej Pomocy w Tarnobrzegu od 25.06.2016

### Dydaktyka
Wyższe Seminarium Duchowne w Sandomierzu:
- Ćwiczenia z liturgiki				 1999-2000
- Savoir vivre					 1999- 2000
- Psychologia rozwojowa				 2000 –
- Pedagogika rodziny	 	 	 2000 –
- Psychologia ogólna 			 	 2001 –
- Seminarium naukowe z pedagogiki rodziny	 	 2000 –

Instytut Teologiczny w Sandomierzu:
- Pedagogika rodziny 				1999
- Pedagogika szkolna 				1999-2001
- Seminarium naukowe z pedagogiki rodziny 		1999 – 2006
- Diecezjalne Studium Organistowskie w Sandomierzu
- Pedagogika rodziny 				2003

Podyplomowe Studium Pastoralno – Katechetyczne w Sandomierzu:
- Teologia małżeństwa i rodziny			2003

Zgromadzenie Sióstr Św. Franciszka Serafickiego w Sandomierzu:
- Duchowość chrześcijańska				1995 – 1998
- Liturgika						1995 – 1998
- Pedagogika					1998 – 2005
- Wybrane zagadnienia z psychologii 			1998 -2005

## Obecne funkcje
- Delegat Biskupa Sandomierskiego do oceny treści książek religijnych
- Delegat Biskupa Sandomierskiego do spraw Towarzystwa Przyjaciół KUL w Diecezji Sandomierskiej
- Członek Rady Kapłańskiej w Sandomierzu
- Członek Rady Ekonomicznej
- Proboszcz w parafii p.w. Matki Bożej Nieustającej Pomocy w Tarnobrzegu

## Dorobek naukowy

### Artykuły naukowe
- Zagrożenia wspólnoty małżeńskiej oraz rola duszpasterstwa rodzin wobec tych zagrożeń, „Studia Sandomierskie” 7(1997-2000), s. 9-22.
- Trójca Święta źródłem komunii małżeńskiej, „Studia Sandomierskie” 8(2001), s. 177-187.
- Bóg jako cel w urzeczywistnianiu się komunii osób, „Studia Sandomierskie” 9(2002), s. 25-35.
- Realizacja zadań duszpasterskich w służbie komunii małżeńskiej, „Kronika Diecezji Sandomierskiej” 96(2003), s. 241-248.
- Komunia osób zbudowana na Eucharystii siłą rodziny, „Studia Sandomierskie” 10(2003), s. 117-130.
- Małżeństwo i rodzina wspólnota ewangelizacyjną, „Studia Sandomierskie” 11(2004), z. 1, s. 71 –83.
- Małżeństwo jako wspólnota osób służąca życiu i wychowująca, Studia Catholica Podoliae, 2(2004), nr. 3, s. 405-427.
- Osoba jako podmiot komunii małżeńskiej, w: Filozofia pochylona nad człowiekiem. Studia dedykowane Księdzu Profesorowi Stanisławowi Kowalczykowi, red. E. Balawajder, A. Jabłoński, J. Szymczyk, Lublin 2004, s. 227-242.
- Oczekiwania Kościoła wobec osób konsekrowanych, Życie konsekrowane 3(53)2005, Warszawa 2004, s. 86-94.
- Struktura i elementy komunii osób w małżeństwie, Studia Catholica Podoliae, 1(2005), nr. 1, s. 402-418.
- Uwarunkowania – komunii osób w małżeństwie, Społeczeństwo i rodzina, Stalowowolskie Studia KUL 1(2007), nr.10, r.4, s.108-118.
- Służba społeczeństwu – budowaniem cywilizacji miłości, Foramtio Catholica św. Pawła, red. J. Zimny, Stalowa Wola-Sandomierz 2008, s. 159-171
- Elementy teologii pastoralnej w Kronice Diecezji Sandomierskiej na przestrzeni stu lat, w: 100lecie periodyku diecezjalnego, Kronika diecezji sandomierskiej, red. J. Krasiński, Sandomierz 2009, s. 269-287
- Małżeństwo obrazem przymierza Chrystusa z Kościołem, (w druku)
- Małżeństwo jako wspólnota wiary, (w druku)
- Rola rodziny w życiu religijnym człowieka, (w druku)

### Artykuły popularnonaukowe i prasowe
- Dekalog. Pamiętaj abyś dzień święty święcił, „Powołanie” 9(2001), nr 25, s. 11-12.
- Dekalog. Nie cudzołóż, „Powołanie” 9(2001), nr 26, s. 15-17.
- Dekalog. Nie pożądaj żony bliźniego swego, „Powołanie” 9(2001), nr 27, s. 62-63.
- Przykazanie miłości. Miłość względem Boga, „Powołanie” 9(2001), nr 28, s. 74-76.
- Podstawowe problemy psychospołeczne osób uzależnionych od alkoholu, „Powołanie” 10(2002), nr 29, s. 56-58.
- Proces wychowania człowieka w duchu odpowiedzialności za siebie i innych, „Powołanie” 10(2002), nr 30, s. 50-52.
- Błogosławieni którzy płaczą, albowiem będą pocieszeni, „Powołanie” 10(2002), nr 30, s. 76-78.
- Podstawowe problemy psychospołeczne osób uzależnionych od narkotyków, „Powołanie” 10(2002), nr 32, s. 51-53.
- Manipulacja a kierownictwo duchowe, „Powołanie” 11(2003), nr 33, s. 41-42.
- Podstawowe problemy psychospołeczne osób uzależnionych od nikotyny, „Powołanie” 11(2003), nr 34, s. 50-52.
- Kościół i rodzina wobec problemu sekt, „Powołanie” 11(2003), nr 34, s. 53-54.
- Cechy specyficzne dla sekty oraz przyczyny atrakcyjności i powodzenia sekty, „Powołanie” 11(2003), nr 35, s. 39-41.
- Błogosławieni czystego serca, albowiem oni Boga oglądać będą, „Powołanie”,11(2003), nr 35, s. 59-61.
- Sekty wyzwaniem dla duszpasterstwa, „Powołanie”,11(2003), nr 36, s. 48-50.
- Sekty zagrożeniem dla rodzin, „Powołanie”,12(2004), nr 37, s. 44-47.
- Odpowiedzialność Kościoła za świat, „Powołanie”,12(2004), nr 38, s. 51-53
- Wspomnienie o Śp. Ks. Ryszardzie Stanickim, „Powołanie”,12(2004), nr 39, s. 13-15.
- Nauka Chrystusa o małżeństwie, „Powołanie”,12(2004), nr 40, s. 45-49.
- Ustanowione przez Kościół dni święte święcić, „Powołanie”,12(2004), nr 40, s.59-61.
- Liturgia Kościoła Domowego, „Powołanie”,12(2004), nr 41, s. 44-47.
- Rozmowa z Rektorem Wyższego Seminarium Duchownego w Sandomierzu, „Powołanie”,12(2004), nr 41, s. 40-42.
- Dla Was jestem Biskupem, N 2004, nr 40, s. III
- Zasady duszpasterstwa Rodzin, „Powołanie”,13(2005), nr 42, s. 47-50.
- Duchowość kapłańska, „Powołanie”, 13(2005), nr 43, s. 22-24.
- Santo Subito, „Powołanie”, 13(2005), nr 44, s. 14.
- Serce diecezji dla Jana Pawła II, GN 2005, nr 17, s. VI – VII.
- To szczególny czas, N 2005, nr 18, s. I, II.
- Tradycja św. Benedykta, GN 2005, nr 19, s. VIII.
- Tę łaskę wyjednał mu Czcigodny Poprzednik, N 2005, nr 20, s. I, II.
- Rodzina – fundament społeczeństwa, N 2005, nr 23, s. I, II.
- Wakacje kleryków w WSD w Sandomierzu, N 2005, nr 34, s. I, IV.
- Stawać się światłem i solą… GN 2005, nr 42, s. VI.
- Kapłan jest człowiekiem ofiary, „Powołanie”, 13(2005), nr 45, s. 36-37.
- Troszczyć się o potrzeby wspólnoty Kościoła, „Powołanie”, 13(2005), nr 45, s. 67-68.
- Dla dobra rodziny, „Powołanie”, 14(2006), nr 46, s. 50-51.
- Miejsce i zadania świeckich w Kościele, „Powołanie”, 14(2006), nr 47, s. 51-52.
- Rozesłanie diakonów na praktykę duszpasterską, N 2006, nr 11, s. I, II.
- Wielki Post, N 2006, nr 13, s. I.
- Dzień Otwartej Furty w Seminarium Duchownym, N 2006, nr 18, s. I, II.
- Otwarci na dar wspólnoty, GN 2006, nr 20, s. VI.
- „Niedziela” zwierciadło Kościoła, N 2006, nr 40, s. III.
- Formacja ku świętości, N 2006, nr 43, s. VI.
- „Przypatrzmy się powołaniu naszemu”, „Powołanie”, 14(2006), nr 48, s. 36-37.
- Chrześcijańskie sumienie małżeńskie, „Powołanie”, 14(2006), nr 48, s. 44-45.
- Psychologiczne podstawy rozwoju religijności człowieka, „Powołanie”, 15(2007), nr 49, s. 44-47.
- Bądźmy świadomi zadań, które stoją przed nami, N 2007, nr 41,s. VI.
- Prenatalna wartość osoby, „Powołanie”, 15(2007), nr 50, s. 48-49.
- Bądźmy uczniami Chrystusa, „Powołanie”, 15(2007), nr 51, s. 36-38.
- Sakrament Kapłaństwa – Teologiczne podstawy tożsamości prezbitera, „Powołanie”, 15(2007), nr 51, s. 66-67.
- Znamiona kultury śmierci w dzisiejszym świecie, „Powołanie”, 16(2008), nr 52, s. 52-54.
- Cierpienie płynące z krzyża ma moc zbawczą, „Powołanie”, 16(2008), nr 53, s. 44-46.
- Santo Subito – Był wielkim i świętym człowiekiem, „Nasz dziennik”, 2008, nr 65 (3082), s. 16.
- Jan Paweł II, N 2008, nr 13, s. 16.
- Przyjaciele seminarium, N 2008, nr 15 (184), s. IV
- Ziarna w ziemię wrzucane…, N 2008, nr 19 (188), s. V.
- Kapłańskie „tak”, N 2008, nr 22 (191), s. I.
- Witaj Królowo, Matko i Nadziejo nasza, „Powołanie”, 16(2008), nr 54, s. 36-38.
- Kim jest dziecko?, „Powołanie”, 17(2009), nr 55, s. 44-47.
- Trudna droga odczytywania dziecka, „Powołanie”, 17(2009), nr 56, s. 45-47.
- Dzień Otwartej Furty, „Powołanie”, 17(2009), nr 57, s. 3-5.
- Jubileuszowa, 10 otwarta furta, GN 2009, nr 17, s. VII.
- Furta otwarta dla Przyjaciół, N 2009, nr 17, s. VI- VII.
- Dzień otwarty Seminarium w Sandomierzu, N 2009, nr 18, s. 23.
- „Nasz dziennik”, 2009, nr 65 (3082), s. 16.
- Wierność Chrystusa-Wierność kapłana, „Powołanie”, 17(2009), nr 58, s. 36-37.

### Sprawozdania
- Magisteria 9 maja 2002 roku, „Powołanie” 10(2002), nr 31, s.52.
- 60 rocznica śmierci błogosławionego Antoniego Rewery, „Powołanie” 11(2003), nr 33, s.48-49.
- Magisteria 9 maja 2003 roku, „Powołanie” 11(2003), nr 35, s. 52-53.
- Magisteria 20 maja 2004 roku „Powołanie”,12(2004), nr 40, s. 43-44.
- Wykaz prac magisterskich obronionych w Katolickim Uniwersytecie Lubelskim przez diakonów Wyższego Seminarium Duchownego w Sandomierzu w 2004 roku, „Studia Sandomierskie” 11(2004), z 2, s. 177 –178.
- Sprawozdanie z działalności Wyższego Seminarium duchownego w Sandomierzu w roku akademickim 2003/2004, „Studia Sandomierskie” 11(2004), z. 4, s. 202 – 207.
- Wykaz prac magisterskich obronionych w Katolickim Uniwersytecie Lubelskim przez diakonów Wyższego Seminarium Duchownego w Sandomierzu w 2005 roku „Studia Sandomierskie” 13(2005), z. 3, s. 115- 116.
- Magisteria 7 marca 2005 roku, „Powołanie” 13(2005), nr 43, s. 65.
- Sprawozdanie z działalności Wyższego Seminarium duchownego w Sandomierzu w roku akademickim 2004/2005, „Studia Sandomierskie” 13(2005), z. 3, s. 109-113.
- Słowo powitania ks. Rektora Kronika diecezjalna
- Życzenia Bożonarodzeniowe, Powołanie” 14 (2006), nr 46, s. 44.
- Obrona prac magisterskich, „Powołanie”, 14(2006), nr 47, s. 60.
- Wykaz prac magisterskich obronionych w Katolickim Uniwersytecie Lubelskim przez diakonów Wyższego Seminarium Duchownego w Sandomierzu w 2006 roku „Studia Sandomierskie” 13(2006), z. 2, s. 149-150.
- Sprawozdanie z działalności Wyższego Seminarium duchownego w Sandomierzu w roku akademickim 2005/2006, „Studia Sandomierskie” 13(2006), z. 3, s. 154-159.
- Życzenia dla Przyjaciół Wyższego Seminarium Duchownego w Sandomierzu, „Powołanie”, 15(2007), nr 49, s. 62.
- Przyjaciele Wyższego Seminarium Duchownego, „Powołanie”, 15(2007), nr 50, s. 62.
- Życzenia Bożonarodzeniowe, Powołanie” 16 (2008), nr 52, s. 66-67.
- Życzenia dla Przyjaciół Wyższego Seminarium Duchownego w Sandomierzu, „Powołanie”, 16(2008), nr 53, s. 58.
- Życzenia dla Przyjaciół Wyższego Seminarium Duchownego w Sandomierzu, „Powołanie”,17(2009), nr 55, s. 66.
- Życzenia dla Przyjaciół Wyższego Seminarium Duchownego w Sandomierzu, „Powołanie”, 17(2009), nr 56, s. 65.
- Życzenia dla Przyjaciół Wyższego Seminarium Duchownego w Sandomierzu, „Powołanie”, 18(2009), nr 59, s. 66-67.
- Wykaz prac magisterskich obronionych w Katolickim Uniwersytecie Lubelskim przez diakonów Wyższego Seminarium Duchownego w Sandomierzu w 2007-2008 roku „Studia Sandomierskie” 15(2008), z. 1, s. 159-160.
- Sprawozdanie z działalności Wyższego Seminarium duchownego w Sandomierzu w roku akademickim 2006/2007, „Studia Sandomierskie” 15(2008), z. 1, s. 153-158.
- Sprawozdanie z działalności Wyższego Seminarium duchownego w Sandomierzu w roku akademickim 2007/2008, „Studia Sandomierskie” 15(2008), z. 4, s. 163-169.
- Wykaz prac magisterskich obronionych w Katolickim Uniwersytecie Lubelskim przez diakonów Wyższego Seminarium Duchownego w Sandomierzu w 2009 roku „Studia Sandomierskie” 16(2009), z. 3-4, s. 285-286.
- Sprawozdanie z działalności Wyższego Seminarium duchownego w Sandomierzu w roku akademickim 2008/2009, „Studia Sandomierskie” 16(2009), z. 3-4, s. 287-296.

### Materiały duszpasterskie
- Duszpasterstwo Rodzin „Informator Diecezji Sandomierskiej”, 1(1996/97), nr 1, s. 24-25.
- Toż, IDS  1(1996/97), nr 3, s. 14-16.
- Toż, IDS 1(1996/97), nr 4, s. 22-24.
- Toż, IDS 2(1997/98), nr 5, s. 13-15.
- Toż, IDS 2(1997/98), nr 6, s. 22-29.
- Toż, IDS 2(1998), nr 7, s. 20-21.
- Toż, IDS 2(1998), nr 8, s. 24-28.
- Toż, IDS 3(1999), nr 9,  s. 42-45.
- Toż, IDS 3(1999), nr 10, s. 22-25.
- Toż, IDS 3(1999), nr 11, s. 49-52.
- Sandomierskie Pomoce Homiletyczne, Sandomierz 2005, z. 2, s. 46-49.

### Referaty na sympozjach naukowych
- „Oczekiwania Kościoła wobec osób konsekrowanych”, Częstochowa 2003. Organizatorzy. Ogólnopolski zjazd Sióstr Zakonnych posługujących w Dziełach Miłosierdzia
- Organizator sesji naukowej, Święty Tomasz dziś, Sandomierz, 5 marca 2004, 3 marca 2005, 10 marca 2006
- Uczestnictwo w sympozjum teologiczno – pastoralnym, Przygotowanie do sakramentalnego małżeństwa, Kazimierz Biskupi, 3-4 lutego 2005
- Uczestnictwo w sympozjum, „Wiarygodna jest tylko miłość” Miłość jako forma podstawowa wiary, Kościoła i teologii według Hansa Ursa von Balthasar, Radom, 15 lutego 2005
- XXXVI sympozjum józefologiczne, Kalisz, 22 kwietnia 2005

Konferencje dla alumnów –  2005 rok
- Rodzina w oczekiwaniu na adopcję
- Znaczenie pełnej rodziny dla rozwoju i osobowości człowieka
- Duszpasterstwo powołań a rodziny rozbite
- Sakrament małżeństwa jako podstawa życia rodziny chrześcijańskiej
- Rodzina jako miejsce poznawania i realizowania wartości
- Duchowość rodziny chrześcijańskiej
- Rodzina w planie Bożym (teologia rodziny)
- Pojęcie życia rodzinnego w Kościele (rodzicielstwo, ojcostwo, macierzyństwo)

Konferencje dla alumnów – 2006 rok
- Kapłańska formacja liturgiczna
- Teologiczne podstawy tożsamości prezbitera
- Rola liturgii na różnych płaszczyznach formacji kapłańskiej
- Formacja intelektualna i liturgia
- Formacja pastoralna i liturgia
- Wolność w blasku prawdy
- Duchowość Eucharystyczna w nauczaniu Jana Pawła II
- organizator sesji naukowej, Święty Tomasz dziś, Sandomierz, 10.03.2006

Konferencje dla alumnów – 2007 rok
- U źródeł humanizmu Jana Pawła II
- Duchowość Eucharystyczna w nauczaniu Jana Pawła II
- Kapłańska formacja liturgiczna
- Formacja intelektualna i liturgia
- Formacja pastoralna
- Wolność w blasku prawdy
- Zadania kapłanów w świetle adhortacji Ecclesia In Europa

- organizator sesji naukowej, Święty Tomasz dziś, Sandomierz, 10.03.2007